# پل هنرید

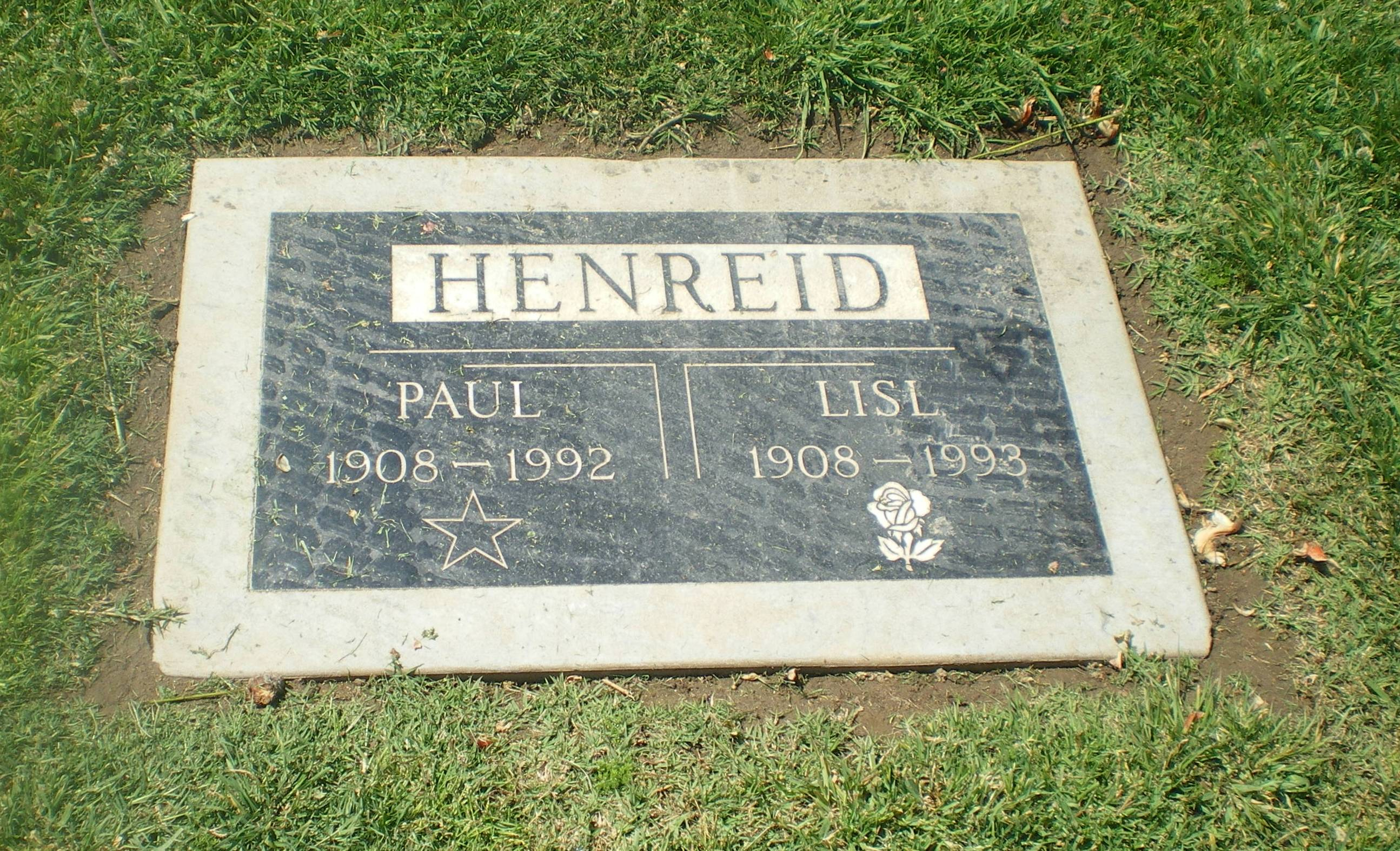

پل هنرید (انگلیسی: Paul Henreid؛ ۱۰ ژانویهٔ ۱۹۰۸ – ۲۹ مارس ۱۹۹۲) هنرپیشه و کارگردان اهل آمریکا بود.

## فیلمشناسی
از فیلم‌ها یا برنامه‌های تلویزیونی که وی در آن نقش داشته است می‌توان به خداحافظ، آقای چیپس، کازابلانکا، عملیات کراسبو، جن‌گیر ۲: مرتد، چهار سوار سرنوشت، حالا، مسافر، فریب اشاره کرد.